# Leucopis bipunctata
Leucopis bipunctata is een vliegensoort uit de familie van de Chamaemyiidae. De wetenschappelijke naam van de soort is voor het eerst geldig gepubliceerd in 1898 door Strobl.